# Chiusa, Italia
Chiusa (în germană Klausen) este o comună din provincia Bolzano, regiunea Trentino-Alto Adige, Italia, cu o populație de 5.196 locuitori (1 ianuarie 2023) și o suprafață de 51,29 km².

## Demografie
Chiusa - evoluția demografică

|  | Graficele sunt indisponibile din cauza unor probleme tehnice. Mai multe informații se găsesc la Phabricator și la wiki-ul MediaWiki. |

Date: Recensăminte sau birourile de statistică - grafică realizată de Wikipedia

Conform datelor recensământului din 2011 91,30% din locuitori au ca limbă maternă germana, 7,88% italiana și 0,81% ladina.